# Eenheidspartij (Afghanistan)

Hezb-i-Wahdat

De Eenheidspartij (Perzisch: حزب وحدت اسلامی افغانستان, Hezb-i-Wahdat) was een coalitie van sjiitische verzetsbewegingen, die actief was in Afghanistan ten tijde van het bewind van de moedjahedien en vervolgens van de Taliban. Ze wierf haar leden onder de grote minderheidsgroep van de sjiitische Hazara. 
De Hazara-organisaties die sedert de jaren tachtig in de leefgebieden van de Hazara in Afghanistan actief waren en militaire steun zouden hebben ontvangen vanuit Iran voor hun gevechtsacties tegen de centrale overheid, met name in de Centraal-Afghaanse provincie Ghazni, liepen uiteen van ultraconservatief tot modern-islamitisch radicale, en ook zelfs maoïstische partijen.
Op grond van een algemeen ambtsbericht van het Nederlandse ministerie van Buitenlandse Zaken uit 2000 worden functionarissen van de Hezb-i-Wahdat in verband gebracht met oorlogsmisdaden en mensenrechtenschendingen, op grond waarvan Afghaanse asielzoekers met die achtergrond gelet op het bepaalde in artikel 1F Vluchtelingenverdrag kunnen worden uitgesloten van de vluchtelingstatus.